# Ortwin Löwa
Ortwin Löwa (* 10. Dezember 1941 in Berlin; † 10. März 2019) war ein deutscher Journalist.

## Leben
Ortwin Löwa studierte Germanistik, Geschichte und Sozialpädagogik mit dem Ziel, Lehrer zu werden. Auf Drängen seines Vaters bewarb er sich daneben beim Norddeutschen Rundfunk (NDR) und begann seine berufliche Laufbahn in den 1960er-Jahren im Nachwuchsstudio unter der Leitung von Axel Eggebrecht.
Zunächst als freier Mitarbeiter angestellt, erhielt er 1972 eine Festanstellung beim NDR. Ab 1991 leitete er die dortige Musikredaktion, von 1996 bis 2001 unterstand ihm das Kulturressort von NDR 90,3, bis er sich in den Vorruhestand verabschiedete. Daneben arbeitete Löwa für das Hamburger Stadtmagazin Oxmox und bis zu seinem Tod als freier Mitarbeiter für die Evangelische Zeitung und die Mecklenburgische und Pommersche Kirchenzeitung.

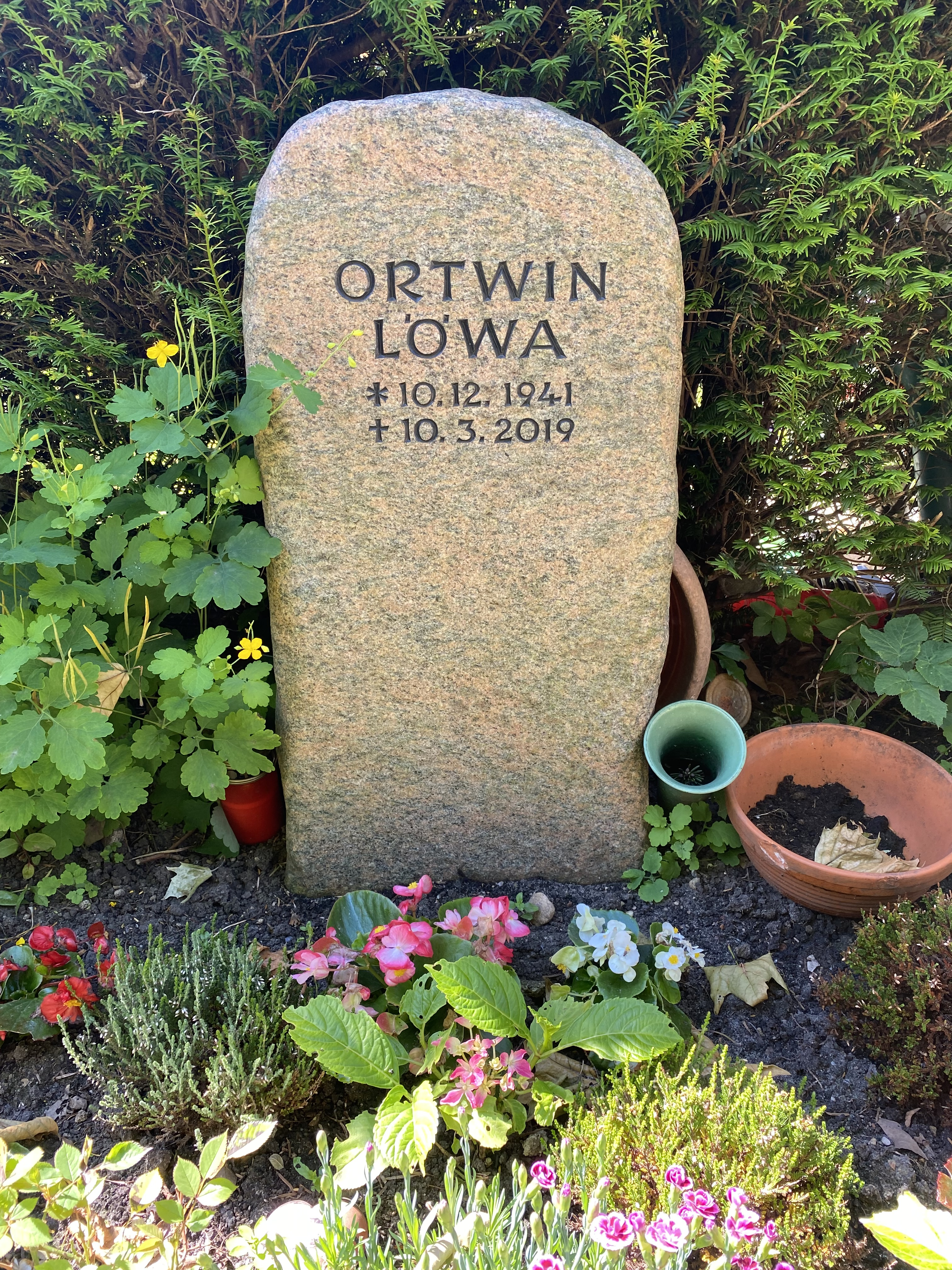
Grabstätte

Löwa war Gründer der Hamburger Jugendsynode und Mitglied der Nordelbischen Synode. Bekannt wurde er auch durch die Demonstrationen gegen das Kernkraftwerk Brokdorf, über die er 1981 live aus verschiedenen Telefonzellen in der Wilstermarsch berichtete.
Ortwin Löwa verstarb im Alter von 77 Jahren und wurde auf dem Friedhof Bernadottestraße im Hamburger Stadtteil Ottensen beigesetzt.